# Den Kastilie a Leónu

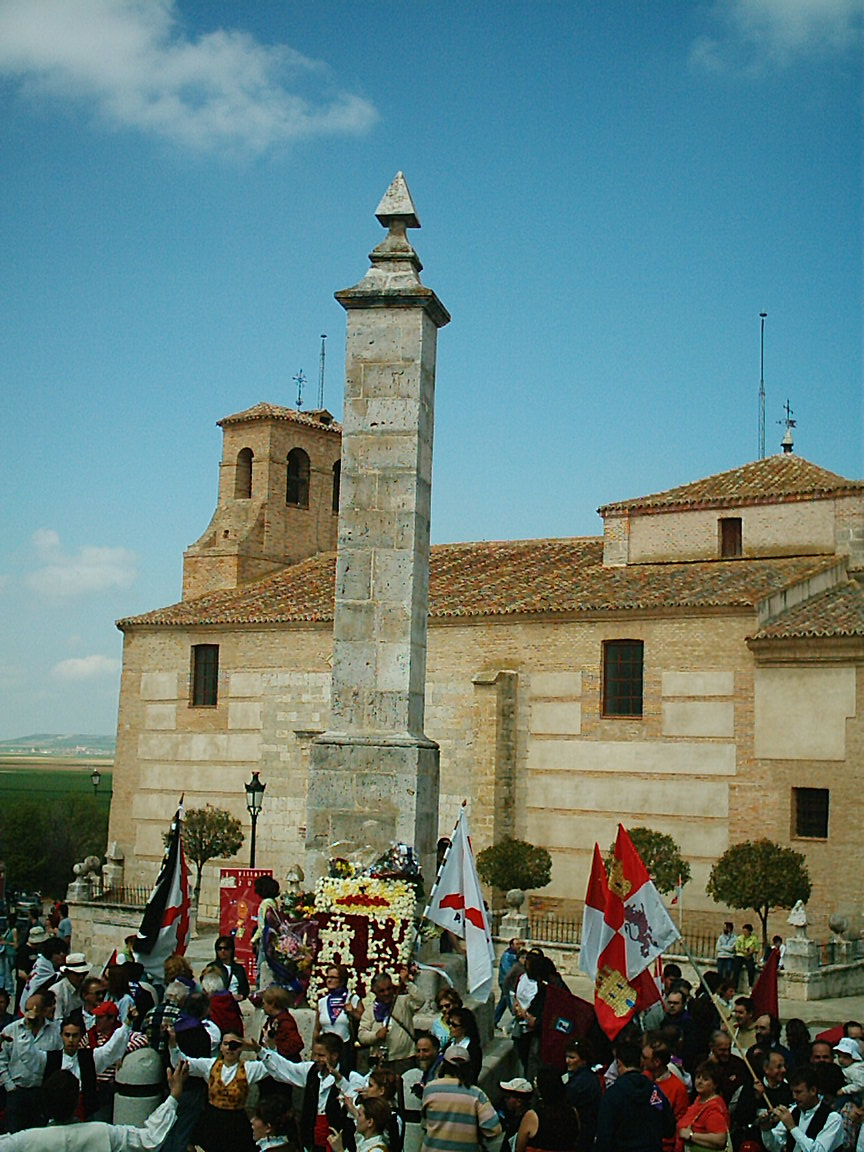
Monolit věnovaný komunérům ve Villalaru

Den Kastilie a Leónu (španělsky: Día de Castilla y León) je svátek slavený 23. dubna v autonomním společenství Kastilie a León, které je součástí Španělska. Datum připomíná výročí bitvy u Villalaru, v níž kastilští rebelové zvaní komunéři utrpěli zdrcující porážku od královských vojsk krále Karla I. během povstání komunérů 23. dubna 1521.
Připomínka bitvy u Villalaru byla úzce spojena s liberální politikou ve Španělsku od konce 18. století až do 70. let 20. století, protože konzervativci obecně sympatizovali s královskou vládou. S pádem vlády generála Franca se den rozšířil na obecnější oslavu kastilského nacionalismu, nikoli jen liberální politiky. Vláda Kastilie a Leónu stanovila 23. duben jako oficiální svátek v roce 1986, i když se oslavy konaly každoročně již o deset let dříve ve Villalaru.
Den 23. dubna je také svátkem svatého Jiří, což způsobuje určité prolínání obou svátků.

## Původ
Vnímání bitvy u Villalaru jako symbolu španělských liberálů sahá do konce 17. a počátku 18. století. León del Arroyal, významný ekonom a protoliberál, uvedl ve druhé polovině 18. století, že Villalar byl „posledním dechem kastilské svobody“. Kastilští komunéři získali své první větší uznání během Trienio Liberal, tří let liberální vlády v letech 1820–1823. Člen odboje Juan Martín Díez, přezdívaný El Empecinado, organizoval výpravu do Villalaru, aby našel ostatky Padilly, Brava a Maldonada, popravených vůdců povstání. Tyto události vyvrcholily festivalem a oslavou povstání komunérů na náměstí ve Villalaru 23. dubna 1821.
Členové levicových tajných společností často odkazovali na povstání ve svých názvech, jako například „Los Comuneros“ nebo „Synové Padilly“. Používali také purpurový prapor, vlajku, kterou vztyčili komunérští rebelové. I když oslavy po návratu Bourbonů na španělský trůn po určitou dobu utichly, některé nedlouho vládnoucí liberální vlády tohoto období si Villalar a komunéry příležitostně připomínaly. Například prezident Francisco Pi y Margall z První španělské republiky prohlásil, že „Kastilie byla mezi prvními národy Španělska, které přišly o své svobody ve Villalaru pod prvním králem rodu Habsburků.“
Na počátku 20. století se objevily další pokusy o oslavy ve Villalaru. Mezi nimi byl návrh Josého Maríi Zority Díeze, liberálního poslance za Valladolid, který zvlášť požádal o finanční prostředky na připomínku bitvy u Villalaru. Byly také různé žádosti a přípravy na oslavu čtyřstého výročí bitvy v roce 1923; městská rada v Palencii navrhla začátkem roku 1923, aby „23. dubna všichni představitelé Kastilie šli na pole Villalaru a přísahali u kastilského Svatého grálu na místě pádu... Ve stejný den a ve stejný čas všechny města Kastilie věnují minutu ticha hrdinům Villalaru.“ Tyto pokusy o oslavu 23. dubna však měly jen malý dopad.

## Historie a oficiální uznání

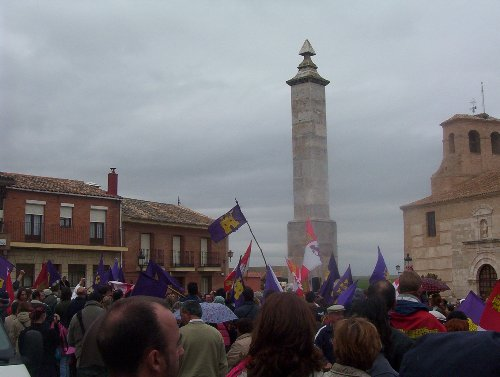
Oslavy ve Villalaru v roce 2005

Na počátku 70. let byla pověst komunérů značně rehabilitována díky převážně pozitivnímu zobrazení historiky jako José Antonio Maravall, Juan Ignacio Gutiérrez Nieto a Joseph Pérez. V roce 1976 se ve Villalaru sešlo asi 400 lidí. Ačkoli je Guardia Civil násilně rozehnala, setkání v následujícím roce bylo mnohem větší, s téměř 20 000 účastníky, kteří přišli oslavit bitvu a zorganizovat kastilské skupiny. Setkání pokračovala neoficiálně až do roku 1986, kdy vláda tehdy nově uznaného autonomního společenství Kastilie a Leónu udělila svátku oficiální status.
Dne 22. dubna 1987 zemřel ve Villalaru šestnáctiletý punker během rvačky mezi punkery a heavymetalisty ve městě. Oběť byla dvakrát bodnuta nožem. Pachatel byl zadržen 27. dubna a přiznal se k útoku. Koncem září téhož roku se útočník údajně kvůli depresivní epizodě oběsil ve věznici Villanubla ve Valladolidu.

## Moderní podoba oslav

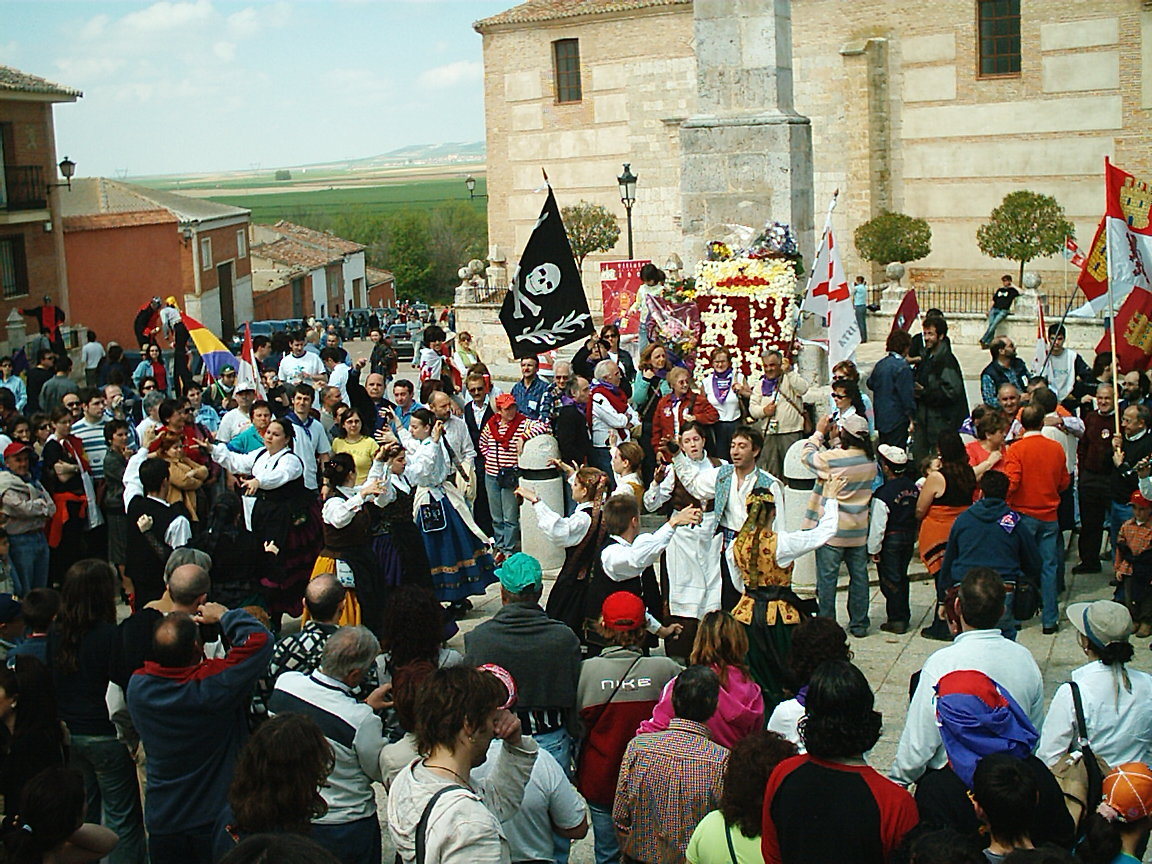
Květinovy komunérům ve Villalaru v roce 2006

Oslavy obvykle začínají večer 22. dubna vystoupeními hudebních skupin a otevřením zóny s volným kempováním na noc. Ráno 23. dubna probíhají hlavní ceremonie u monolitu postaveného na počest komunérů. Každá politická strana u monolitu pokládá květiny a pronáší proslov. Během dne se politické aktivity a projevy střídají s tanci, hudebními koncerty, sportovními aktivitami, výstavami, pouličním divadlem a dalšími rekreačními aktivitami s kastilskou tematikou.
Subjekt odpovědný za organizaci infrastruktury potřebné k oslavám v moderní době je Nadace Villalar Kastilie a Leónu (Fundación de Castilla y León).

### Účast

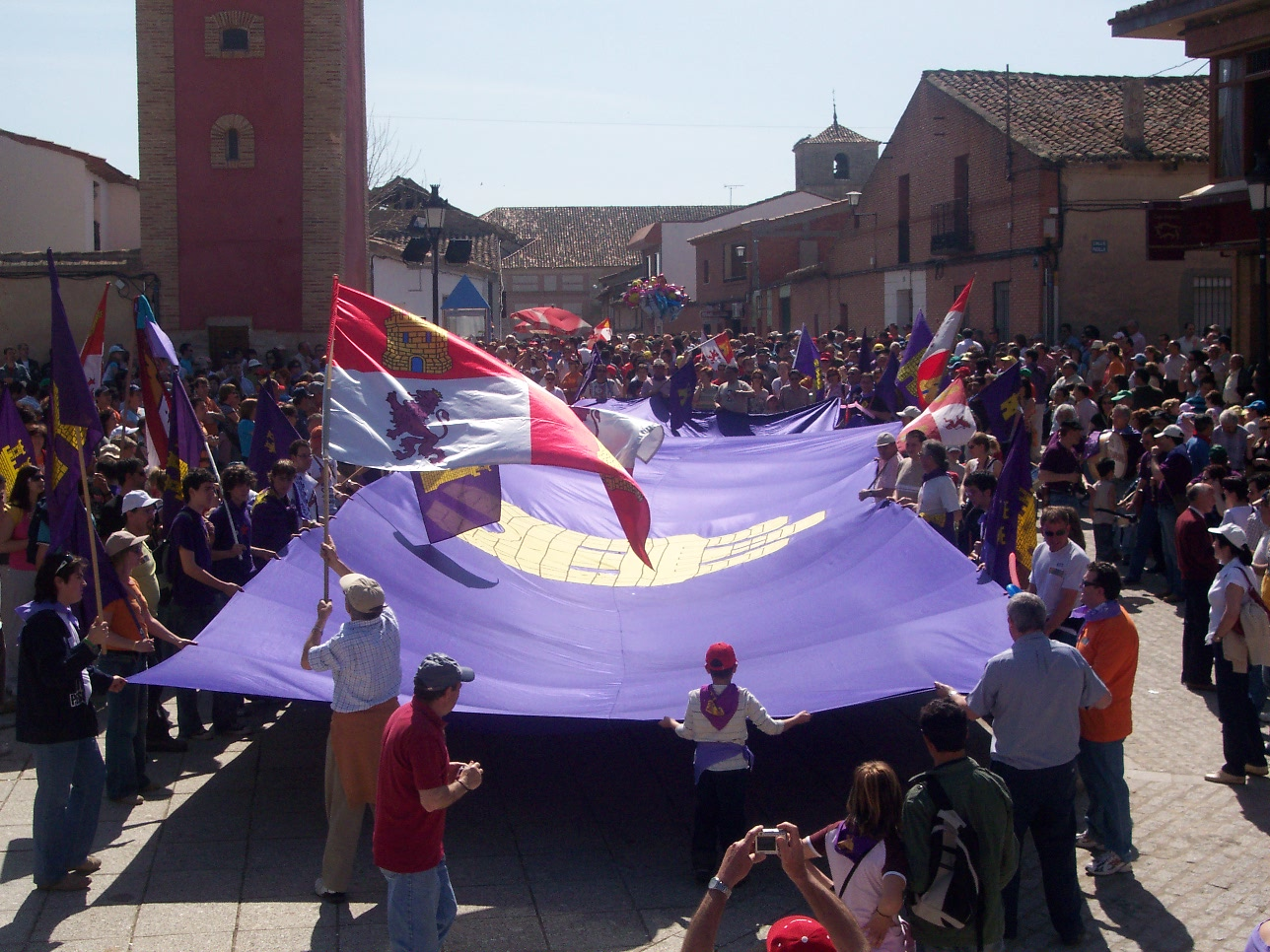
Obrovská kastilská vlajka s purpurovým pozadím, barvou připisovanou komunérům, na hlavním náměstí Villalaru v roce 2007

| Rok                                 | Minimum | Maximum |
| ----------------------------------- | ------- | ------- |
| 1976                                | 400     | 600     |
| 1977                                | 15 000  | 25 000  |
| 1978                                | 200 000 | 250 000 |
| 1979                                | 80 000  | 100 000 |
| 1980                                | 30 000  | 50 000  |
| 1981                                | 9 000   | 15 000  |
| 1982                                | 30 000  | 30 000  |
| 1983                                | 10 000  | 10 000  |
| 1984                                | 10 000  | 30 000  |
| 1985                                | 15 000  | 25 000  |
| 1986                                | 4 000   | 10 000  |
| 1987                                | 10 000  | 15 000  |
| 1988                                | 6 000   | 10 000  |
| 1989                                | 2 000   | 3 500   |
| 1990                                | 3 000   | 5 000   |
| 1991                                | 7 000   | 7 000   |
| 1992                                | 5 000   | 10 500  |
| 1993                                | 9 000   | 10 000  |
| 1994                                | 5 000   | 8 000   |
| 1995                                | 3 500   | 3 500   |
| 1996                                | 10 000  | 10 000  |
| 1997                                | 15 000  | 20 000  |
| 1998                                | 20 000  | 20 500  |
| 1999                                | 30 000  | 30 500  |
| 2000                                | 5 500   | 6 500   |
| 2001                                | 18 000  | 20 000  |
| 2002                                | 38 000  | 40 500  |
| 2003                                | 25 ,000 | 40 000  |
| 2004                                | 25 000  | 35 000  |
| 2005                                | 19 000  | 40 000  |
| 2006                                | 22 000  | 22 200  |
| 2007                                | 25 000  | 25 000  |
| 2008                                | 20 000  | 22 000  |
| 2009                                | 26 000  | 26 000  |
| 2010                                | 20 500  | 25 000  |
| 2011                                | 16 000  | 16 000  |
| 2012                                | 15 000  | 15 000  |
| 2013                                | 20 000  | 20 000  |
| Zdroj: Pérez y Pérez (2005), s. 317 |         |         |